# Benizelos Rufos
Benizelos Rufos (en grec: Μπενιζέλος Ρούφος) (Patres, 1795 - Patres, 18 de març de 1868) fou un polític grec, que exercí durant tres períodes de Primer Ministre de Grècia.

## Biografia
Benizelos Rufos va néixer el 1795 a Patres -Unitat perifèrica d'Acaia-, procedent d'una família rica Rufos-Kanakaris: el seu pare va ser Athanasios Kanakaris, heroi de la Guerra d'independència de Grècia de 1821-1832. Durant la fase final de la guerra, sota el govern del president Ioannis Kapodístrias, que va durar des del 18 d'abril de 1828 al 9 d'octubre de 1831, Benizelos Rufos va ser nomenat governador de la ciutat d'Èlide, i, poc després, com a Ministre de Relacions Exteriors.
L'any 1855, va ser escollit alcalde de Patres, càrrec que va exercir durant tres anys. Quan el rei Otó I de Grècia va ser exiliat el 1862, es va convertir en un dels tres governants -junt amb Konstantinos Kanaris i Dimitrios Vulgaris- que va ser en el poder des de 10 d'octubre 1862 fins al 19 d'octubre 1863. Va morir a Patres el 1868.